# فيرناندينيو
فيرناندينيو (بالبرتغالية: Luiz Fernando Pereira da Silva‏) (25 نوفمبر 1985 بسانتا باربرا دي أويستي في البرازيل - ) هو لاعب كرة قدم برازيلي في مركز الهجوم. لعب مع أتلتيكو مينييرو وغريميو بورتو أليغرينزي ونادي الجزيرة ونادي ساو باولو ونادي سيتيزن ونادي فلامنغو وهيلاس فيرونا ونادي غريميو بارويري والنادي الرياضي المركزي ونادي أتلتيكو فيروفياريو وإيراتي الرياضي ‏ وAssociação Portuguesa Londrinense ‏ ودايجون هانا سيتزن.

## روابط خارجية
- فيرناندينيو على موقع الاتحاد الدولي (مؤرشف)  (الإنجليزية)
- فيرناندينيو على موقع دوري كوريا الجنوبية (الإنجليزية)
- فيرناندينيو على موقع قاعدة بيانات كرة القدم.إي يو (الإنجليزية)
- فيرناندينيو على موقع Soccerway.com (الإنجليزية)
- فيرناندينيو على موقع عالم كرة القدم.نت (الإنجليزية)
- فيرناندينيو على موقع AS.com (الإسبانية)